# 王凌 (曹魏)
王凌（172年—251年6月15日 ），字彦云，太原郡祁縣人，三国时曹魏重要将领，东汉末年谋诛董卓的司徒王允之侄。

## 生平
早年與同郡王昶齊名，因年長而被王昶以兄視（事）之。後王允一家被李傕殺害，只有當時還年少的王凌與其兄王晨幸運逃出長安，跑回太原。後來舉孝廉，被并州刺史梁習舉薦，任發干縣長。
王凌後因罪獲刑。服刑期間，恰逢兗州刺史曹操巡察，在車上看到王凌便開口詢問為何人。
得知他是王允的侄兒之後，又是因公犯罪，曹操當即解除他的勞役，委以驍騎將軍主薄之職。及中山太守，頗有治績，後來出任丞相掾屬。
曹丕稱帝後，任散騎常侍，出任兗州刺史，曾參與222年的洞口之戰，因功封為宜城亭侯加建武將軍。來任青州刺史時又整理法度，重建當地戰亂後的秩序以助平定利城唐咨的叛亂，得到百姓稱頌；期間錄用王基為州別駕。後來在夾石之戰率兵勇戰，令曹休得以撤退。後先後任揚州和豫州刺史，甚得軍民歡心。
太和五年（231年），王凌不听满宠劝告，擅自出兵，不慎中了吴将孙布的诈降计，所出之兵死伤过半。再加上与满宠平时就意见不合，便向明帝诬告满宠年老体衰、饮酒误事，使得满宠被明帝召还。
正始元年（240年），任征東將軍，假節都督揚州諸軍事。次年（241年），在芍陂大戰擊敗吳將全琮，全琮撤退。進封南鄉侯，遷車騎將軍，儀同三司。又於正始九年（248年）升任司空。
嘉平元年（249年），司馬懿發動高平陵之變，大將軍曹爽被處死，司马氏掌握魏国大权。王凌則升任太尉，假節鉞。
王凌任司空、太尉期间并未入朝，仍镇守扬州。當時兗州刺史令狐愚是王凌的外甥，二人掌兵。二人合謀要推舉楚王曹彪為帝，推翻司马氏，令狐愚更派部將張式聯絡曹彪，但同年令狐愚就病死。次年夜觀星象，認為有祥瑞的兆頭，決定待機會實行計劃。
嘉平三年（251年），趁著吳軍在涂水有軍事行動，王凌決定藉此機會行動，上表要求討伐東吳，但未有回音，王凌於是派將軍楊弘將計劃通知兗州刺史黄華，但他們卻報告給司馬懿。司馬懿於是討伐王凌，但先下令赦免王凌罪行。王凌自知不敵，於是投降，司馬懿納降，並派兵送王凌回洛邑。王凌害怕事情不會就此完結，向司馬懿取棺材釘以知其心意，於是司馬懿命人送他一顆；王凌知道自己必定會被殺，到項縣時飲毒藥自殺。後來司馬懿到壽春，張式將王凌的計劃供出，相關的人包括王凌及令狐愚等都被誅滅三族，王凌和令狐愚更被開棺暴屍三日。王凌有一妹为郭淮妻，因郭淮求情，终得免罪。

## 逸聞
- 王凌反抗司马懿失败，被押解回京时路过贾逵庙前大呼：“贾梁道！只有你才知道王凌是大魏忠臣啊！”司马懿临死前，还梦见贾逵、王凌作祟。[10]

## 評價
- 蒋济：王凌文武俱赡，当今无双。
- 陳壽：「王凌風節格尚……咸以顯名，致茲榮任，而皆（同毌丘儉、諸葛誕、鍾會）心大志迂，不慮禍難，變如發機，宗族塗地，豈不謬惑邪！」
- 伏滔：及至彦云、仲恭、公休之徒，或凭宿名，或怙前功，握兵淮楚，力制东夏，属当多难之世，仍值废兴之会，谋非所议，相系祸败。
- 南朝宋將領王玄謨被伯父評有王淩之風。[11]
- 沈攸之：吾宁为王凌死，不为贾充生。
- 柳庄：昔袁绍、刘表、王凌、诸葛诞，皆一时雄杰，据要地，拥强兵。
- 郑樵：晋史党晋而不有魏，凡忠于魏者，目为叛臣，王凌、诸葛诞、毌丘俭之徒，抱屈黄壤。
- 韩皋：王凌都督扬州，谋立荆王彪；毌丘俭、文钦、诸葛诞前后相继为扬州都督，咸有匡复魏室之谋，皆为懿父子所杀。叔夜以扬州故广陵之地，彼四人者，皆魏室文武大臣，咸败散于广陵，《散》言魏氏散亡，自广陵始也。
- 王应麟：然节义之臣，齾巨奸之铓，若王凌以寿春欲诛懿而不克，文钦、毌丘俭以淮南欲诛师而不遂，诸葛诞又以寿春欲诛昭而不成，千载犹有生气，魏为有臣矣。
- 萧常：凌俭钦诞数子，不附司马氏而甘于一死，可谓忠于所事者。
- 郝经：王凌之欲废僣孽，立宗子，澄汰王室，大臣之节也。议者谓凌于齐王君臣分定，并俭诞等为淮南三叛。此晋之臣子尊晋之志也，凌欲废而诛之，师遂废之，昭又杀之而无为诛之。则淩知所废而非叛也，俭诞继起声罪致讨。闻雒中禅代之语，投袂致死，有古义士之风。夫岂叛乎哉？
- 王夫之：王凌可以为魏之忠臣乎？盖欲为司马懿而不得者也。为懿不得，而懿愈张矣。齐王芳，魏主叡之所立也，懿杀曹爽而制芳于股掌，其恶在懿，其失在叡，而芳何尤焉！使霍光而有操、懿之心，汉昭亦无如之何，而可责之芳乎？凌诚忠于魏而思存其社稷，正懿闭门拒主、专杀宗臣、觊觎九锡之罪，抗表而入讨，事虽不成，犹足以鼓忠义之气，而懿不能驾祸于楚王以锢曹氏之宗支，使敛迹而坐听其篡夺。而凌欲废无过之主以别立君，此其故智，梁、隋之季多效之者，而终以盗铃。
- 姜宸英：魏之忠臣，惟毌丘仲恭一人而已。王彦云事迹犹在影响之间。
- 何焯：至于三贤，乃心王室，事连不就，而典午之势益重，诸人之终即国之终也，故次于此焉。
- 卢弼：当时勤王诸将，惟文钦父子，粗猛武夫，反复无常，彦云、仲恭皆为儒将，懋著功勋，事之成否，岂可概论？……此皆魏之忠臣义士，承祚合为一传，有微旨焉。君子平情论事，不能以成败相绳，不佞考订事实，不为空论，偶因姜氏之说，特发其凡于此。

## 子女
- 王廣，字公渊，王凌之子，《漢晉春秋》載其知道王凌要廢曹芳立曹彪後，曾勸王凌不要輕舉妄動，但王凌不聽，然裴松之質疑此記載的真實性。後與王凌家族一同被誅殺，死時四十多歲。
- 王飞枭，王广弟。
- 王金虎，王广弟。
- 王明山，王凌幼子，字明山，以擅長書法聞名，后因王凌事被捕。

## 譯注與參考文獻
1. ↑  《三國志·魏書·齊王紀》：（嘉平三年）四月丙午（6月7日），聞太尉王凌謀廢帝，立楚王彪，太傅司馬宣王東征凌。五月甲寅（6月15日），凌自殺。
2. ↑  《魏略》：凌行到项，夜呼掾属与决曰：“行年八十，身名并灭耶！”遂自杀。
3. ↑  《王昶傳》：王昶字文舒，太原晋阳人也。少与同郡王凌俱知名。凌年长，昶兄事之。
4. ↑  《三國志·常林傳》：后刺史梁习荐州界名士林及杨俊、王凌、王象、荀纬，太祖皆以为县长。
5. ↑  《三國志·魏文帝紀》：（帝）遣屯騎校尉任福、步兵校尉段昭與青州刺史討平之
6. ↑  《王基傳》：黄初中，察孝廉，除郎中。是时青土初定，刺史王凌特表请基为别驾，后召为秘书郎，凌复请还。
7. ↑  《三國志·滿寵傳》全文（附裴注）：其明年，吴将孙布遣人诣扬州求降，辞云：“道远不能自致，乞兵见迎。”刺史王凌腾布书，请兵马迎之。宠以为必诈，不与兵，而为凌作报书曰：“知识邪正，欲避祸就顺，去暴归道，甚相嘉尚。今欲遣兵相迎，然计兵少则不足相卫，多则事必远闻。且先密计以成本志，临时节度其宜。”宠会被书当入朝，敕留府长史：“若凌欲往迎，勿与兵也。”凌於后索兵不得，乃单遣一督将步骑七百人往迎之。布夜掩击，督将迸走，死伤过半。初，宠与凌共事不平，凌支党毁宠疲老悖谬，故明帝召之。既至，体气康强，见而遣还。〈世语曰：王凌表宠年过耽酒，不可居方任。帝将召宠，给事中郭谋曰：“宠为汝南太守、豫州刺史二十餘年，有勋方岳。及镇淮南，吴人惮之。若不如所表，将为所闚。可令还朝，问以方事以察之。”帝从之。宠既至，进见，饮酒至一石不乱。帝慰劳之，遣还。〉
8. ↑  《三國志·魏書·齊王紀》：（二年）六月己卯（7月2日），以征東將軍王凌為車騎將軍。
9. ↑  《三國志·魏書·齊王紀》：冬十二月辛卯（250年1月28日），以司空王凌為太尉。
10. ↑  《晋书·宣帝纪》
11. ↑  《宋書·王玄謨傳》：王玄謨，字彥德，太原祁人也。六世祖宏，河東太守，綿竹侯，以從叔司徒允之難，棄官北居新興，仍為新興、雁門太守，其自敘雲爾。……玄謨幼而不群，世父蕤有知人鑒，常笑曰：「此兒氣概高亮，有太尉彥雲（王淩表字）之風。」

## 延伸阅读
[在维基数据编辑]
 《三國志/卷28》，出自陳壽《三國志》

| 曹魏官职    | 曹魏官职             | 曹魏官职      |
| ----------- | -------------------- | ------------- |
| 前任： 蒋济 | 曹魏太尉 249年—251年 | 繼任： 司马孚 |
| 前任： 高柔 | 曹魏司空 248年—249年 | 繼任： 孙礼   |